# 小山田正直
小山田 正直（おやまだ まさなお、1892年〈明治25年〉6月15日 - 没年不明）は、大正から昭和時代の政治家。公吏。静岡県沼津市長。

## 経歴
福島県出身。小山田直三の四男として生まれ、のち小山田重四郎の養子となり、1922年（大正11年）分家し一家を創立する。1917年（大正6年）東京帝国大学法科大学商業科を卒業し、東京火災保険会社に入り、1918年（大正7年）大阪基督教青年会主事となり、1919年（大正8年）東京市に奉職し電気局電車課勤務、同局労働課長、同経理課長を経て、1931年（昭和6年）沼津市助役となった。その後、1933年（昭和8年）10月に同市長に就任した。1935年（昭和10年）7月まで務めた。
その後、仙台市産業部長、同事業部長、同総務部長、同市収入役、仙台放送副社長、同監査役、東北学院大学監事を歴任した。